# Johann Joachim Faber
Pour les articles homonymes, voir Faber.
Johann Joachim Faber (Hambourg, 1778 - Hambourg, 1846) est un peintre et graveur allemand.

## Œuvres
- Portrait lithographié de l'homme d'affaires hambourgeois Caspar Voght.
- Hambourg, Hauptkirche Sankt Katharinen (église Sainte Catherine), Laissez venir à moi les petits enfants.

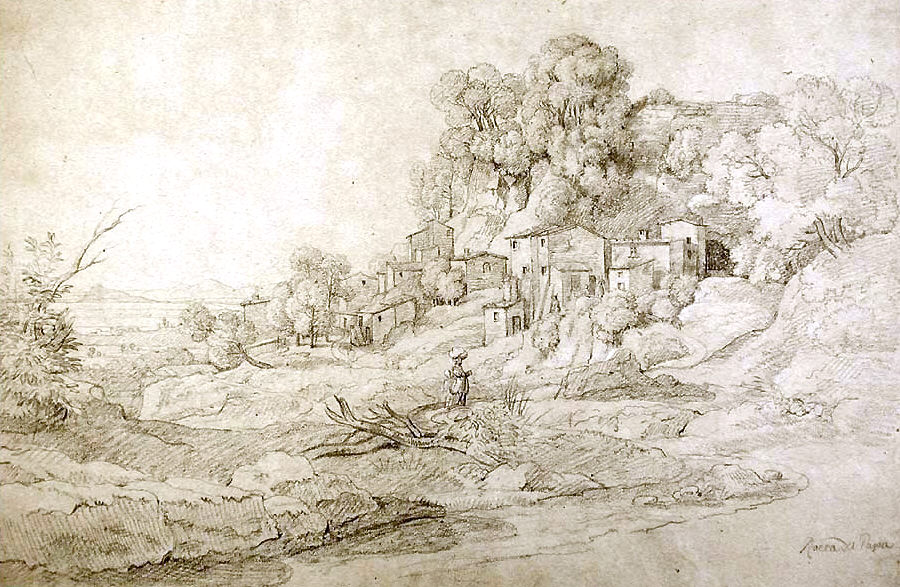
Vue de Rocca di Papa.
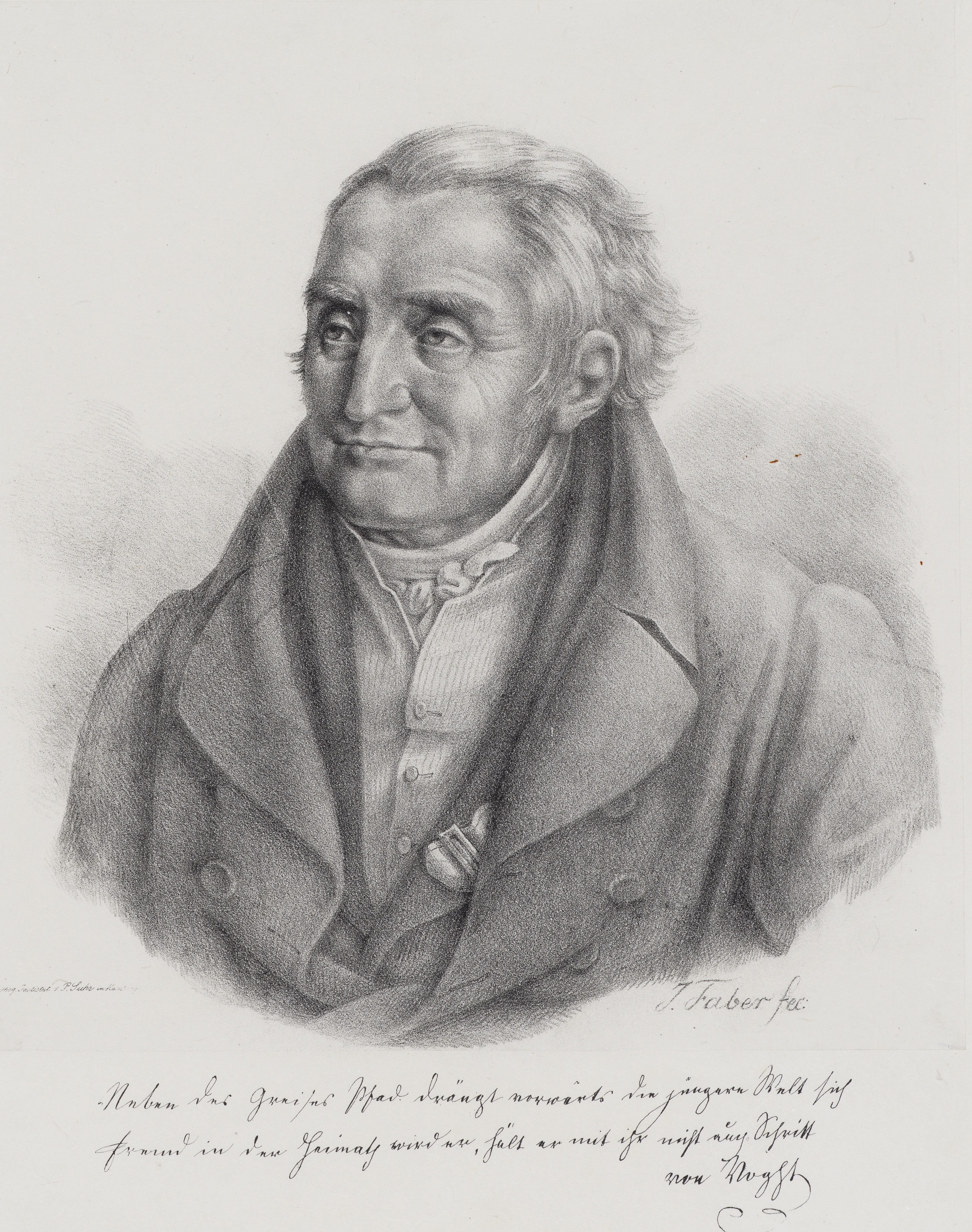
Portrait lithographié de Caspar Voght.